# Gabriele Mainetti
Gabriele Mainetti (Roma, 7 novembre 1976) è un regista, attore, compositore e produttore cinematografico italiano.
Nel corso della carriera ha ottenuto diversi riconoscimenti come regista, sceneggiatore e produttore tra i quali tre David di Donatello, tre Nastri d'argento e due Globi d'oro.

## Biografia
Figlio dell'imprenditore Valter Mainetti, si laurea in Storia e Critica del Cinema presso il DAMS dell'Università degli studi di Bologna. Frequenta corsi di regia, direzione della fotografia, produzione e sceneggiatura presso la Tisch School of the Arts di New York. La sua formazione d'attore è legata ai laboratori e ai corsi tenuti a Roma da Beatrice Bracco, Francesca De Sapio, Nikolaj Karpov e Michael Margotta. È protagonista di film per il grande schermo come Il cielo in una stanza e Un altr'anno e poi cresco e di fiction televisive quali Stiamo bene insieme, La omicidi e Tutti per Bruno. Firma le colonne sonore dei suoi cortometraggi e di alcuni documentari, ma la sua vera passione è la regia.
Con il cortometraggio Basette (2008) con Valerio Mastandrea, Marco Giallini, Daniele Liotti e Luisa Ranieri, partecipa ad oltre 50 festival tra cui il Locarno Film Festival ed è candidato al Nastro d'argento 2008 dove riceve una menzione speciale per la sceneggiatura e i migliori attori (Luisa Ranieri e Daniele Liotti). Nel 2011 fonda la società di produzione Goon Films, con la quale realizza il cortometraggio Tiger Boy, vincitore del Nastro d'argento 2013 e finalista ai Globi d'Oro 2012 e al David di Donatello 2012 oltre che secondo classificato al 42º Giffoni Film Festival. Il corto è stato poi selezionato dall'Academy of Motion Picture Arts and Sciences tra i 10 finalisti per la nomination all'Oscar all'86ª edizione del premio, nella categoria miglior cortometraggio, non rientrando tuttavia nella cinquina.
Nel 2015, sempre con la Goon Films, realizza il suo primo lungometraggio Lo chiamavano Jeeg Robot. Il film è stato presentato in anteprima alla decima edizione della Festa del Cinema di Roma il 17 ottobre 2015 ed in seguito al Lucca Comics & Games 2015 il 30 ottobre 2015. Il film è stato distribuito nelle sale italiane dal 25 febbraio 2016 ed ha ricevuto un'accoglienza positiva sia dal pubblico, con più di 5 milioni di euro d'incassi a fronte di 1.700.000 euro di budget, sia dalla critica. Ha ottenuto 16 nomination ai David di Donatello 2016 ed ha portato a casa ben 7 statuette (tra cui miglior produttore, miglior regista esordiente e il Mercedes-Benz Future Award assegnati allo stesso Mainetti). Nel 2021 realizza, sempre con la Goon Films, il suo secondo film Freaks Out. Anche questo ottiene 16 nomination ai David di Donatello 2022 e ne vince 6, tra cui miglior produttore.
Nel 2022 si dedica alla produzione di tre pellicole, Denti da squalo, Il più bel secolo della mia vita e Elf Me che escono nel corso del 2023; nello stesso anno dirige il suo terzo lungometraggio, La città proibita, con protagonisti Liu Yaxi e Enrico Borello.

## Filmografia

### Regista

#### Lungometraggi
- Lo chiamavano Jeeg Robot (2015)
- Freaks Out (2021)
- La città proibita (2025)

#### Cortometraggi
- Itinerario tra suono e immagine (2003)
- Il produttore (2004)
- Ultima spiaggia (2005)
- Basette (2008)
- Love in Central Park (2010)
- Tiger Boy (2012)
- Ningyo (2016)

### Attore

#### Cinema
- La vie ne me fait pas peur, regia di Noémie Lvovsky (1999)
- Il cielo in una stanza, regia di Carlo Vanzina (1999)
- Maestrale, regia di Sandro Cecca (2000)
- Un altr'anno e poi cresco, regia di Federico Di Cicilia (2001)
- Ultimo stadio, regia di Ivano De Matteo (2002)
- Poco più di un anno fa - Diario di un pornodivo, regia di Marco Filiberti (2003)
- Achille e la tartaruga, regia di Valerio Attanasio – cortometraggio (2005)
- Christian, regia di Roberto Cinardi – cortometraggio (2015)

#### Televisione
- Un medico in famiglia – serie TV, 5 episodi (2000)
- Stiamo bene insieme – serie TV, 16 episodi (2002)
- La omicidi – serie TV, 6 episodi (2004)
- Briciole, regia di Ilaria Cirino Pomicino – film TV (2005)
- Crimini – serie TV, episodi 1x03-2x02 (2006-2010)
- Radio Sex – serie TV, episodi sconosciuti (2006)
- La nuova squadra – serie TV, 21 episodi (2009-2011)
- Tutti per Bruno – serie TV, 12 episodi (2010)

### Produttore
- Il produttore – cortometraggio (2004)
- Basette – cortometraggio (2008)
- Tiger Boy – cortometraggio (2012)
- Lo chiamavano Jeeg Robot (2015)
- The Millionairs, regia di Claudio Santamaria – cortometraggio (2016)
- Freaks Out (2021)
- Denti da squalo, regia di Davide Gentile (2023)
- Il più bel secolo della mia vita, regia di Alessandro Bardani (2023)
- Elf Me, regia di YouNuts! (2023)

### Sceneggiatore
- Elf Me, regia di YouNuts! (2023)
- Freaks Out (2021)
- La città proibita (2025)

## Teatro
- Barbecue, regia di Luca Monti (1998)
- Colpo di coda, regia di Luca Monti (1998)
- L'iradiddio, regia di Furio Andreotti (2000)
- L'ultima cena, regia di Furio Andreotti (2000)
- Clerks a teatro, regia di Andrea Bezziccheri (2000)
- Proprietà privata, regia di Marcello Cotugno (2001)
- L'ultima notte, regia di Alessandro Prete (2002)
- Sing her heart out for the lads, regia di Paolo Zuccari (2003)

## Discografia

### Compositore
- Il produttore – cortometraggio (2004)
- Basette – cortometraggio (2008)
- Tiger Boy – cortometraggio (2012)
- Lo chiamavano Jeeg Robot (2015)
- Freaks Out (2021)
- Denti da squalo, regia di Davide Gentile (2023)
- Elf Me, regia di YouNuts! (2023)

## Riconoscimenti
- David di Donatello
  - 2012 – Candidatura al miglior cortometraggio per Tiger Boy
  - 2016 – Miglior regista esordiente per Lo chiamavano Jeeg Robot
  - 2016 – Miglior produttore per Lo chiamavano Jeeg Robot
  - 2016 – Candidatura al miglior musicista per Lo chiamavano Jeeg Robot
  - 2022 – Candidatura al miglior film per Freaks Out
  - 2022 – Candidatura al miglior regista per Freaks Out
  - 2022 – Candidatura alla miglior sceneggiatura originale per Freaks Out
  - 2022 – Miglior produttore per Freaks Out
  - 2022 – Candidatura al miglior musicista per Freaks Out
  - 2022 – Candidatura al David Giovani
- Nastro d'argento
  - 2013 – Miglior cortometraggio per Tiger Boy
  - 2016 – Miglior regista esordiente per Lo chiamavano Jeeg Robot
  - 2016 – Candidatura al miglior produttore per Lo chiamavano Jeeg Robot
  - 2016 – Candidatura alla miglior colonna sonora per Lo chiamavano Jeeg Robot
  - 2022 – Candidatura al miglior film per Freaks Out
  - 2022 – Candidatura al miglior regista per Freaks Out
  - 2022 – Candidatura alla miglior colonna sonora per Freaks Out
  - 2025 – Miglior regista per La città proibita
- Globo d'oro
  - 2016 – Miglior film per Lo chiamavano Jeeg Robot
  - 2016 – Candidatura alla miglior opera prima per Lo chiamavano Jeeg Robot
  - 2025 – Miglior regista a Gabriele Mainetti per La città proibita[4]
  - 2025 – Candidatura al miglior film per La città proibita
  - 2025 – Candidatura alla miglior sceneggiatura a Gabriele Mainetti, Stefano Bises, Davide Serino per La città proibita
- Magna Graecia Film Festival
  - 2022[5] – Miglior regia per Freaks Out
  - 2022 – Miglior sceneggiatura insieme a Nicola Guaglianone per Freaks Out
- Ciak d'oro
  - 2016 – Miglior opera prima per Lo chiamavano Jeeg Robot
  - 2016 – Miglior colonna sonora per Lo chiamavano Jeeg Robot
- Best Movie Award
  - 2025 – Miglior regia per La città proibita[6]
- Premio Anna Magnani
  - 2025 – Regista dell’Anno per La città proibita[7]